# Convention internationale pour la répression des attentats terroristes à l'explosif
La Convention internationale pour la répression des attentats terroristes à l'explosif est un traité de droit international visant à faciliter les poursuites pénales à l’encontre des auteurs ou auteurs présumés d’attentats terroristes à l'explosif. Elle a été adoptée sans vote par l'Assemblée générale des Nations unies le 15 décembre 1997 à New York. Elle est entrée en vigueur le 23 mai 2001. C'est une des conventions internationales sur le terrorisme.